# Corinna mexicana
Corinna mexicana är en spindelart som först beskrevs av Banks 1898.  Corinna mexicana ingår i släktet Corinna och familjen flinkspindlar. Inga underarter finns listade i Catalogue of Life.